# Jacopo Peri
Jacopo Peri (sinh ngày 20 tháng 8 năm 1561 - mất ngày 12 tháng 8 năm 1633) là một nhà soạn nhạc người Ý, ông còn là ca sĩ ở giai đoạn chuyển tiếp giữa thời kỳ Phục hưng và phong cách nghệ thuật Baroque, và thường được cho rằng là đã phát minh ra opera.
Sinh ra ở Roma nhưng ông hoạt động ở Florence cùng với Cristofano Malvezzi. Cả hai tiếp tục làm việc tại một số nhà thờ Kitô giáo ở đó với vai trò như là một ca sĩ và là một nghệ sĩ đàn Organ. Ông đã viết tác phẩm đầu tiên là một vở opera mang tên Dafne (khoảng năm 1597), và cũng là vở opera đầu tiên đã tồn tại cho đến ngày nay, thứ hai là Euridice (1600).